# Backhoppning vid olympiska vinterspelen 1992

## Medaljörer
| Gren                     | Guld                                                                          | Silver                                                                       | Brons                                                                        |
| Normalbacken Detaljer... | Österrike · Ernst Vettori                                                     | Österrike · Martin Höllwarth                                                 | Finland · Toni Nieminen                                                      |
| Stora backen Detaljer... | Finland · Toni Nieminen                                                       | Österrike · Martin Höllwarth                                                 | Österrike · Heinz Kuttin                                                     |
| Lagtävling Detaljer...   | Finland · Ari-Pekka Nikkola · Mika Laitinen · Risto Laakkonen · Toni Nieminen | Österrike · Heinz Kuttin · Ernst Vettori · Martin Höllwarth · Andreas Felder | Tjeckoslovakien · František Jež · Tomáš Goder · Jaroslav Sakala · Jiří Parma |

## Medaljligan
| Pl.   | Nation          | Guld | Silver | Brons | Totalt |
| ----- | --------------- | ---- | ------ | ----- | ------ |
| 1     | Finland         | 2    | 0      | 1     | 3      |
| 2     | Österrike       | 1    | 3      | 1     | 5      |
| 3     | Tjeckoslovakien | 0    | 0      | 1     | 2      |
| Total | Total           | 3    | 3      | 3     | 9      |

## Herrar

### Normalbacke
Tävlingen hölls vid "Tremplin du Praz" med en K-punkt på 90 meter.
- 9 februari 1992

| Placering | Åkare            | Nation          | Poäng |
| --------- | ---------------- | --------------- | ----- |
| Guld      | Ernst Vettori    | Österrike       | 228,8 |
| Silver    | Martin Höllwarth | Österrike       | 218,1 |
| Brons     | Toni Nieminen    | Finland         | 217,0 |
| 4         | Heinz Kuttin     | Österrike       | 214,4 |
| 5         | Mika Laitinen    | Finland         | 213,6 |
| 6         | Andreas Felder   | Österrike       | 213,5 |
| 7         | Heiko Hunger     | Tyskland        | 211,6 |
| 8         | Didier Mollard   | Tyskland        | 209,7 |
| 7         | Jens Weissflog   | Tyskland        | 208,5 |
| 8         | Jiří Parma       | Tjeckoslovakien | 207,9 |

### Lagtävling - stor backe
Tävlingen hölls vid "Tremplin du Praz" med en K-punkt på 120 meter.
- 14 februari 1992

| Placering | Hoppare                                                          | Nation          | Poäng |
| --------- | ---------------------------------------------------------------- | --------------- | ----- |
| Guld      | Ari-Pekka Nikkola, Mika Laitinen, Risto Laakkonen, Toni Nieminen | Finland         | 644,4 |
| Silver    | Heinz Kuttin, Ernst Vettori, Martin Höllwarth, Andreas Felder    | Österrike       | 642,9 |
| Brons     | František Jež, Tomáš Goder, Jaroslav Sakala, Jiří Parma          | Tjeckoslovakien | 620,1 |
| 4         | Jiro Kamiharako, Masahiko Harada, Noriaki Kasai, Kenji Suda      | Japan           | 571,0 |
| 5         | Heiko Hunger, Dieter Thoma, Christof Duffner, Jens Weissflog     | Tyskland        | 544,6 |
| 6         | Primož Kopac, Matjaž Zupan, Franci Petek, Samo Gostisa           | Slovenien       | 543,3 |
| 7         | Rune Olijnyk, Magne Johansen, Lasse Ottesen, Espen Bredesen      | Norge           | 538,0 |
| 8         | Markus Gahler, Martin Trunz, Sylvain Freiholz, Stephan Zünd      | Schweiz         | 537,9 |
| 9         | Magnus Westman, Jan Boklöv, Staffan Tällberg, Mikael Martinsson  | Sverige         | 515,1 |
| 10        | Steve Delaup, Nicolas Jean-Prost, Didier Mollard, Jérôme Gay     | Frankrike       | 510,9 |

### Stora backen
Tävlingen hölls vid "Tremplin du Praz" med en K-punkt på 120 meter.
- 16 februari 1992

| Placering | Åkare            | Nation          | Poäng |
| --------- | ---------------- | --------------- | ----- |
| Guld      | Toni Nieminen    | Finland         | 239,5 |
| Silver    | Martin Höllwarth | Österrike       | 227,3 |
| Brons     | Heinz Kuttin     | Österrike       | 214,8 |
| 4         | Masahiko Harada  | Japan           | 211,3 |
| 5         | Jiří Parma       | Tjeckoslovakien | 198,0 |
| 6         | Steve Delaup     | Frankrike       | 185,6 |
| 7         | Ivan Lunardi     | Italien         | 185,2 |
| 8         | Franci Petek     | Slovenien       | 177,1 |
| 9         | Andreas Felder   | Österrike       | 176,9 |
| 10        | Mikhail Jesin    | OSS             | 176,5 |